# Tera Fabiánová
Tera Fabiánová (rozená Kurinová, 15. října 1930 Žihárec – 23. března 2007 Praha) byla přední romská spisovatelka a básnířka 20. století, průkopnice psané tvorby v romštině v Československu. Pracovala 35 let v Praze v ČKD jako jeřábnice. Hovořila plynně čtyřmi jazyky. Psala povídky, básně, pohádky a fejetony. Často tematizovala postavení Romek a Romů ve společnosti.

## Dětství
Narodila se v Žihárci (dnes okres Šaľa) na jižním Slovensku, kde žili příbuzní jejího otce. Její prarodiče zemřeli na španělskou chřipku a zanechali po sobě osm dětí. Starší z nich pak pečovali o ty mladší, mezi nimi i o jejího otce. V Teriných čtyřech letech se rodina přestěhovala do Vlčan, matčiny rodné obce, kde její otec postavil z nepálených cihel rodinný domek. V roce 1938 tato část Slovenska díky Vídeňské arbitráží připadla Maďarsku, což znamenalo odvod otce a živitele rodiny na vojnu a na konci války také nejstaršího bratra Lajoše na nucené práce do Německa. Kvůli válce Tera absolvovala jen tři třídy základní školy, což se stalo námětem její povídky Sar me phiravas andre škola (Jak jsem chodila do školy).
V roce 1946 odešla rodina Kurinových za prací na Moravu, společně se spoustou dalších romských i neromských obyvatel. V šestnácti letech pracovala Tera na farmách, dále v Praze na stavbách či jako služebná.

## Rodina a zaměstnání
Svého manžela Vojtu Fabiána potkala v osmnácti letech. Byl to voják a pro svou kreativní a emancipovanou ženu neměl příliš prostoru a pochopení. Po 40 letech se manželé rozvedli. Otázka postavení a role romské ženy se stala častým námětem jejích prací. Manželé měli čtyři děti, jeden syn v mládí zemřel. Romistka Milena Hübschmannová, která její tvorbu podporovala a zviditelňovala, ji přirovnávala k Boženě Němcové pro její vztah k manželovi a ztrátu syna.
Původně pracovala jako uklízečka v ČKD, ale vedoucí si všiml, že je šikovná a mohla by vykonávat kvalifikovanou práci. Složila tudíž s vyznamenáním jeřábnické zkoušky a 35 let pracovala jako jeřábnice v ČKD. Dostala mnoho ocenění za svou práci. Toxické pracovní prostředí ji poškodilo zdraví, ztrácela sluch a smysl pro rovnováhu. Po operaci, při které prodělala klinickou smrt, odešla do invalidního důchodu. Po odchodu z ČKD pracovala pro venezuelského konzula, který měl indickou kuchařku, se kterou se Fabiánová byla po několika dnech schopná domluvit. Pracovala i pro maďarské velvyslanectví.

## Literární tvorba
Tvorba Fabiánové zahrnuje povídky, básně, pohádky a fejetony. Náměty v její próze jsou postavení Romů ve společnosti, emancipace ženy v romské rodině, násilí v manželství a přátelství člověka se zvířetem. Její lyrika vyjadřuje pocity osamění, zklamání a nostalgie po slovenském domovu. Jako průkopnice píšící v romštině, a to i přes nepřízeň tehdejšího režimu a omezené možnosti publikování, se stala vzorem pro další generace romských spisovatelek.
Tvořit začala původně v maďarštině, ale poměrně záhy přešla na romský jazyk. Psát začala v 60. letech. Na počátku 70. let publikovala v časopisu Romano ľil (Romský list), který vydával Svaz Cikánů-Romů jako první romské periodikum v Československu. Její fejeton podporující sebevědomí romských žen se stal prvním příspěvkem v romštině v tomto časopisu. Její básně byly otištěny ve sborníku Romane giľa (Romské písně, 1979).

### Výběr z díla
Československý rozhlas odvysílal pod názvem Cikánský sen její zdramatizovanou povídku So džalas o Miškas sune (Co se Miškovi zdálo). Inspirovala ji událost, kdy Fabiánová prožila klinickou smrt na operačním sále, ale vidina jejích čtyř dětí ji motivovala k návratu. Hovoří v ní o cestě romského jeřábníka do nebe, kde je ovšem opět stejná separace mezi Romy a neromy. Cikán se nakonec vrací zpět na zem starat o svou rodinu.
Povídku Čavargoš (Tulák) o příhodách malého psa zfilmovala pro Československou televizi režisérka Jana Ševčíková pod názvem Tulakóna (1986) a později ji natočila také Markéta Jahodová pro Český rozhlas (1999).
V autobiografické dětské knize Jak jsem chodila do školy vypráví Fabiánová veselé příhody sedmileté romské dívky. Odehrává se na Slovensku na konci 30. let 20. století.
Povídka Eržika vypráví o mladé krásné Romce, kterou šikanuje její tchyně a bije ji manžel, zatímco ona vše tiše trpí. Hrdinka se s útlakem patriarchálních struktur vypořádává prostřednictvím nevěry a v závěru útěkem z romské komunity.
Báseň E bacht ke mande avel (Štěstí přichází ke mně) byla prezentována v rámci série Poezie pro cestující v pražském metru.
Antologie jejího prozaického díla s názvem Čalo voďi (Sytá duše) vyšla roku 2008, až po její smrti.

## Ocenění
Roku 2003 bylo Fabiánové uděleno zvláštní ocenění za prozaickou tvorbu v soutěži Roma Literary Awards od Open Society Institute v Budapešti. V roce 2006 získala literární cenu Mileny Hübschmannové za celoživotní dílo.